# ماکسول (نرم‌افزار)
نرم‌افزار Maxwell ابزاری بسیار مفید برای آنالیز میدان‌های مغناطیسی اجسام الکترومغناطیسی نظیر موتورها، ژنراتورها، ترانسفورماتورها، سیم‌پیچ‌ها و کلا دستگاه‌هایی که به صورت مغناطیسی کار می‌کنند، استفاده می‌شود؛ به صورت ۲ و ۳ بعدی می‌باشد. پایه این نرم‌افزار مبتنی بر روش روش اجزاء محدود یا (FEM) استوار است.
این نرم‌افزار توسط شرکت «Ansoft» ایجاد شده‌است اما بعد از خریداری این شرکت، توسط شرکت «Ansys» اسم نرم‌افزار به «Ansys Maxwell» تغییر کرد.